# Jef Lekens
Joseph Adam Eugene (Jef) Lekens (Antwerpen, 22 april 1911 - aldaar, 13 september 1973) was een Belgisch snelschaatser, ijshockeyer en atleet.

## Levensloop
Lekens sloot zich in 1922 aan bij schaatsclub Mercurius, dat later opging in Le Puck. Met deze club werd hij enkele malen Belgisch kampioen ijshockey. In het snelschaatsen werd hij in 1928 Belgisch kampioen op de 1500 m. Vanaf 1929 was hij lid van het Belgisch ijshockeyteam. Hij nam deel aan de  Olympische Winterspelen van 1936 te Garmisch-Partenkirchen.
In 1934 stichtte Lekens de ijshockeyclub Union des Patineurs Anversois, een club die in de eerste afdeling speelde. In 1838-1939 speelde hij samen met Canadezen als Brabo tegen Europese clubs.
Als atleet was Lekens aangesloten bij Beerschot Atletiekvereniging. Hij was gespecialiseerd in het hordelopen. Hij werd in 1934 Belgisch kampioen op de 200 m horden. Hij stopte enkele jaren later met atletiek om in 1942 een terugkeer te wagen.

## Palmares

### IJshockey
- 1936: 13e OS in Garmisch-Partenkirchen

### Snelschaatsen

#### 1500 m
- 1928:  BK

### Atletiek

#### 110 m horden
- 1933:  BK AC
- 1934:  BK AC
- 1935:  BK AC - 17,3 s
- 1936:  BK AC - 16,6 s

#### 200 m horden
- 1933:  BK AC
- 1934:  BK AC - 27,0 s
- 1935:  BK AC - 27,6 s
- 1936:  BK AC - 27,0 s